# The Bells (film 1913 Apfel)
The Bells è un cortometraggio muto del 1913 diretto da Oscar Apfel. Basato su una poesia di Edgar Allan Poe e sul lavoro teatrale Le Juif Polonais di Emile Erckmann, il film aveva come interpreti Edward P. Sullivan, Irving Cummings, Gertrude Robinson, George Siegman.

## Trama
L'autore di un delitto è perseguitato dallo spirito della sua vittima.

## Produzione
Il film fu prodotto dalla Reliance Film Company.

## Distribuzione
Distribuito dalla Mutual, il film - un cortometraggio in due bobine - uscì nelle sale cinematografiche statunitensi il 19 febbraio 1913.